# Nepalomyia trifurcata
Nepalomyia trifurcata är en tvåvingeart som först beskrevs av Yang och Saigusa 2000.  Nepalomyia trifurcata ingår i släktet Nepalomyia och familjen styltflugor.
Artens utbredningsområde är Sichuan (Kina). Inga underarter finns listade i Catalogue of Life.